# Joseph-Marie Jacquard
Joseph Marie Jacquard (Lyon, 7 de julho de 1752 — Oullins, 7 de agosto de 1834) foi um mecânico francês, inventor do tear mecânico.

## Biografia
Em 1804, Joseph Marie Jacquard construiu um tear inteiramente automatizado, que podia fazer desenhos muito complicados. Esse tear era programado por uma série de cartões perfurados, cada um deles controlando um único movimento da lançadeira. Curiosamente, ele era de um ramo que não tinha nada a ver com números e calculadoras: a tecelagem. Filho de tecelões - e, ele mesmo, um aprendiz têxtil desde os dez anos de idade - , Jacquard sentiu-se incomodado com a monótona tarefa que lhe fora confiada na adolescência: alimentar os teares com novelos de linhas coloridas para formar os desenhos no pano que estava sendo fiado.

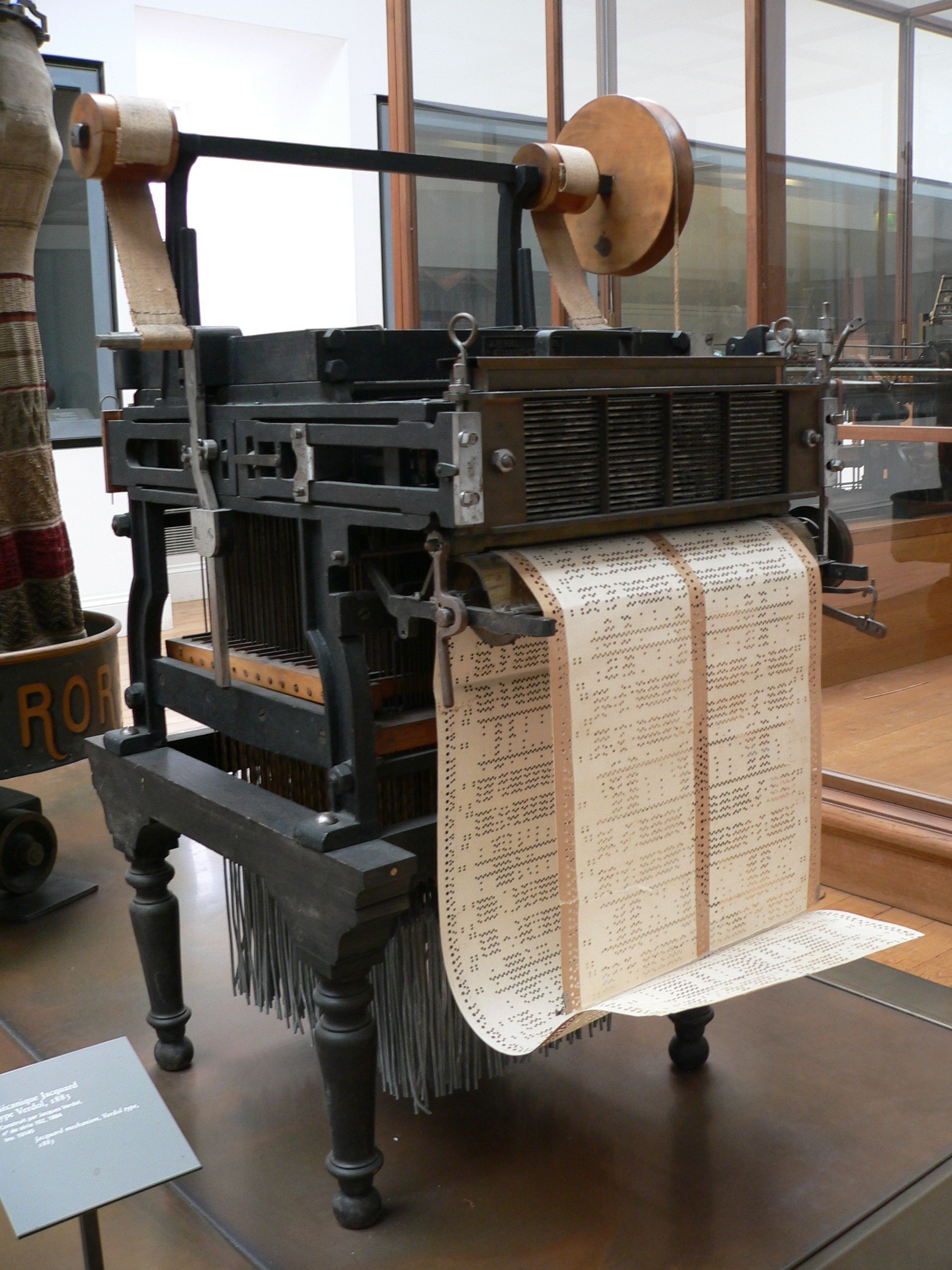
Mecanismo Jacquard no Musée des arts et métiers

Como toda a operação era manual, a tarefa de Jacquard era interminável: a cada segundo, ele tinha que mudar o novelo, seguindo as determinações do contratante. Com o tempo, Jacquard foi percebendo que as mudanças eram sempre sequenciais. E inventou um processo simples: cartões perfurados, onde o contratante poderia registrar, ponto a ponto, a receita para a confecção de um tecido.
Jacquard construiu um tear automático, capaz de ler os cartões e executar as operações na sequência programada. A primeira demonstração prática do sistema aconteceu na virada do século XIX, em 1801. Os mesmos cartões perfurados de Jacquard, que mudaram a rotina da indústria têxtil, teriam, poucos anos depois, uma decisiva influência no ramo da computação. E, praticamente sem alterações, continuam a ser aplicados ainda hoje.